# Provedor de serviços de pagamento
Um provedor de serviços de pagamento (PSP) é uma empresa terceirizada que permite a aceitação de pagamentos eletrônicos pelas empresas, como cartões de crédito e cartões de débito. Os PSPs funcionam como intermediários entre quem paga, ou seja, os consumidores, e quem aceita, ou seja, os retalhistas.
Eles geralmente fornecem serviços comerciais e atuam como um gateway de pagamento ou processador de pagamento para comércio eletrônico e empresas físicas. Também oferecem serviços de gerenciamento de risco para efetuar pagamentos com cartão e banco, correspondência de pagamento de transações, carteiras digitais, relatórios, remessa de fundos, câmbio e proteção contra fraudes. O PSP normalmente fornecerá software para ser integrado a sites de comércio eletrônico ou sistemas de ponto de venda.

## Operação
Os PSPs se conectam tecnicamente com bancos adquirentes e redes de cartões, o que garante que os comerciantes aceitem diferentes métodos de pagamento sem ser necessário fazer parceria com um banco específico. Eles gerenciam totalmente o processamento de pagamentos e os relacionamentos com redes externas, para tornar o comerciante menos dependente de instituições bancárias.
O PSP também oferece serviços de gerenciamento de risco para pagamentos com cartão e bancos, correspondência de pagamentos de transações, relatórios, remessa de fundos e proteção contra fraudes. Alguns PSPs fornecem serviços para o processamento de outros métodos de próxima geração (sistemas de pagamento), que incluem pagamentos em dinheiro, carteiras, cartões pré-pagos ou vouchers e até mesmo processamento de papel ou cheque eletrônico. 
Geralmente, as taxas de PSP são cobradas de duas maneiras: como uma porcentagem de cada transação ou como um custo fixo por transação. 
Os provedores de serviços de pagamento on-line baseados nos EUA possuem a supervisão da Financial Crimes Enforcement Network (ou FinCEN), uma agência do Departamento do Tesouro dos Estados Unidos que faz coleta e análise de informações sobre transações financeiras para combater a lavagem de dinheiro, financiamento do terrorismo e outros crimes financeiros. 
Os provedores europeus de serviços de pagamento possuem a supervisão da Diretiva Europeia de Serviços de Pagamento.

## Segurança
Cada comerciante possui responsabilidade por suas próprias ações e deve garantir que o provedor selecionado observe as diretrizes, por exemplo, no sobre a proteção de dados. A conformidade com as diretrizes do PCI DSS é importante. Existem quatro níveis de conformidade com o PCI, que devem ser respeitados pelo PSP. Dependendo do volume de transações, e também de outros detalhes sobre o nível de risco avaliado pelas bandeiras de pagamento, o provedor de serviços de pagamento deve seguir os mais altos padrões.
Os níveis são os seguintes:
- Nível 1 – Mais de 6 milhões de transações anuais;
- Nível 2 – Entre 1 e 6 milhões de transações anuais;
- Nível 3 – Entre 20.000 e 1 milhão de transações anuais;
- Nível 4 – Menos de 20.000 transações por ano.[5]

## Tamanho do mercado
Desde 2022, havia mais de 900 provedores de pagamento no mundo. Mais de 300 serviços de oferta apenas para Europa e América do Norte. O mercado global de provedores de serviços de pagamento espera alcançar aproximadamente $88 bilhões até 2027 de aproximadamente $40 bilhões em 2019.